# Ciniki
Ciniki (Циники) è un film del 1991 diretto da Dmitrij Meschiev.

## Trama
Il film è ambientato nel 1918 a Pietrogrado. Il film racconta del giovane storico Vladimir, che incontra Ol'ga, che odia la rivoluzione quanto lei la ama.